# Equair
Equair fue una aerolínea ecuatoriana con sede ubicada en la ciudad de Quito, Ecuador que tuvo como bases principales el Aeropuerto Internacional Mariscal Sucre de Quito y el Aeropuerto Internacional José Joaquín de Olmedo de Guayaquil. Operó vuelos entre Quito, Guayaquil, Isla Baltra, Isla de San Cristóbal y El Coca. Cesó sus operaciones de manera inesperada el 30 de septiembre de 2023.

## Historia
La aerolínea fue fundada en el año 2020 por Gabriela Sommerfeld (exdirectora de Aerogal y posteriormente ministra de Relaciones Exteriores y Movilidad Humana en el gobierno de Daniel Noboa) y sus operaciones comerciales de la aerolínea comenzaron el 10 de enero de 2022, con un vuelo entre Quito y Guayaquil. En julio de 2022 la compañía anunció que "ha logrado un 25% de participación en el mercado, para las rutas que ofrece, en apenas 6 meses (de operación comercial). Asimismo, la ocupación supera el 80% en la mayoría de sus trayectos".
En 2022 la compañía transportó al 15,38% de los viajeros domésticos de Ecuador. En enero de 2023 afirmaron que sus tres aeronaves habían volando más de 4900 horas en sus rutas desde Quito hacia Guayaquil, Isla Baltra e Isla San Cristóbal. Entre sus vuelos chárter y los cuatro destinos domésticos mencionados, la aerolínea transportó en su primer año de operación más de 400.000 pasajeros.
El 30 de septiembre de 2023 la empresa alegó pérdidas de 17 millones de dólares para precipitar su cierre, de manera inesperada, ese mismo día. La aerolínea contaba con más de 200 empleados y colaboradores. Cinco días antes de su cierre la aerolínea había empezado a volar la ruta Quito-El Coca y planeaba inaugurar la ruta Quito-Loja un mes después. También tenía solicitados sus primeros destinos internacionales regulares, concretamente a Medellín, Cartagena de Indias, Cali y Punta Cana.

## Flota histórica
La flota de Equair la conformaban las siguientes aeronaves:
| Aeronaves      | Número | Introducidos | Retirados | Matrículas              |
| -------------- | ------ | ------------ | --------- | ----------------------- |
| Boeing 737-700 | 3      | 2022         | 2023      | HC-CXB, HC-CXC y HC-CXS |

Los dos primeros aviones fueron trasladados entre finales de noviembre y mediados de diciembre de 2021 desde Lérida, España, donde se encontraban almacenados, hasta Latacunga, Ecuador, haciendo escalas intermedias en Keflavík (Islandia) y Boston (Estados Unidos). Ambas aeronaves fueron compradas nuevas a Boeing por la aerolínea holandesa KLM en 2011 y vendidas en 2021 a BBAM Aircraft Leasing & Management, empresa que las alquilaba a Equair.
Su tercer aeronave, HC-CXS, fue comprada originalmente en 2008 por la aerolínea alemana TUIfly, hasta que fue vendida a Wings of Lebanon en 2018. Fue almacenado con el estallido de la pandemia del COVID en Beirut, Toulouse y Montpellier hasta que Equair lo alquiló en noviembre de 2022. Entre el 8 y el 13 de ese mismo mes viajó desde Montpellier a Latacunga, haciendo escalas en Keflavík (Islandia) y St. George (Islas Bermudas).

## Antiguos destinos
| Destinos                                                             | Aeropuertos                                     | Notas     |
| -------------------------------------------------------------------- | ----------------------------------------------- | --------- |
| Baltra, Galápagos                                                    | Aeropuerto Seymour                              | Desde GYE |
| El Coca, Orellana                                                    | Aeropuerto Francisco de Orellana                | Desde UIO |
| Guayaquil, Guayas                                                    | Aeropuerto Internacional José Joaquín de Olmedo | HUB       |
| Quito, [[Archivo:\|20x20px\|border\|Bandera de Pichincha]] Pichincha | Aeropuerto Internacional Mariscal Sucre         | HUB       |
| San Cristóbal, Galápagos                                             | Aeropuerto de San Cristóbal                     | Desde GYE |